# 孫鏘鳴
孫鏘鳴（1817年—1901年），字绍甫，号蕖田，晚号止园、止庵，浙江瑞安縣人。清朝官員、學者。

## 生平
孫衣言仲弟。道光二十一年（1841年）辛丑恩科进士，改庶吉士，散馆授編修。道光二十九年八月初一（1849年9月17日），由翰林院编修调任廣西學政。累遷侍讀學士，年未滿五十即罷歸，曾任苏州正谊、金陵钟山、金陵惜阴、沪滨龍門、沪滨求是等書院主講。

## 著作
著有《止庵遗书》。